# 尼氏虹燈魚
尼氏虹灯鱼（学名：Bolinichthys nikolayi）为輻鰭魚綱燈籠魚目灯笼鱼科虹灯鱼属的鱼类。分布於西南太平洋海域，屬深海魚類，深度可達1760公尺。

## 扩展阅读
維基物種上的相關：尼氏虹灯鱼